# ایر آستانه

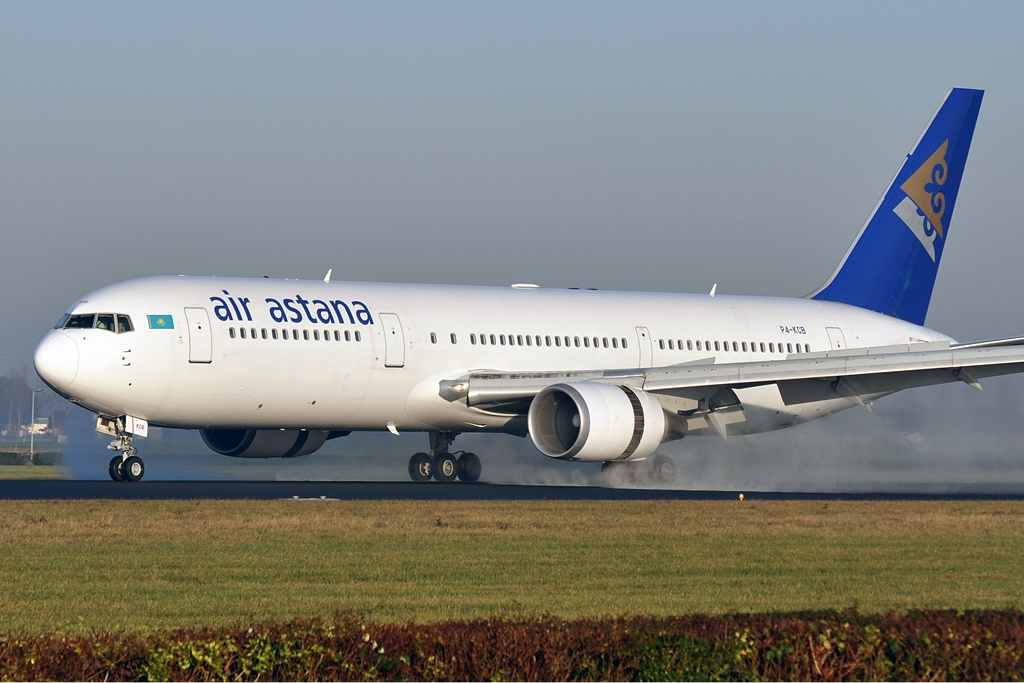
هواپیمای بوئینگ ۷۶۷ متعلق به ایر آستانه

ایر آستانه (به انگلیسی: Air Astana) شرکت هواپیمایی حامل پرچم قزاقستان است، که در سال ۲۰۰۱ از مشارکت شرکت بریتانیایی بی‌ای‌ئی سیستمز و صندوق ذخیره ارزی دولت قزاقستان؛ سامروک-کازینا تأسیس شد.
دفتر مرکزی این شرکت در شهر آلماآتی، قزاقستان قرار دارد و فرودگاه بین‌المللی آلماآتی، فرودگاه بین‌المللی آستانه و فرودگاه آتیرائو، قطب‌های این شرکت هواپیمایی به‌شمار می‌آیند.
شرکت هواپیمایی آستانه در حال حاضر روزانه به ۶۳ مقصد در آسیا، خاورمیانه و اروپا پروازهای مستقیم دارد. این شرکت در سال ۲۰۱۲ بیش از ۳٫۳ میلیون مسافر را منتقل نموده‌است. شرکت ایر آستانه هم‌اکنون در ناوگان هوایی خود، دارای ۳۲ فروند هواپیمای جت مسافربری می‌باشد.